# 保羅·高更
歐仁·亨利·保羅·高更（法語：Eugène Henri Paul Gauguin，1848年6月7日—1903年5月8日），生於法國巴黎，印象派畫家。大部份藝術史家將他歸於后印象派。他的作品在其生后才開始名聲大噪。
他是印象派的代表人物，除去繪畫之外，在雕塑、陶藝、版畫和寫作上也有一定的成就。他對色彩的使用導致了綜合主義的產生，加上分隔主義的影響，也為原始主義的產生鋪平了道路。

## 生平

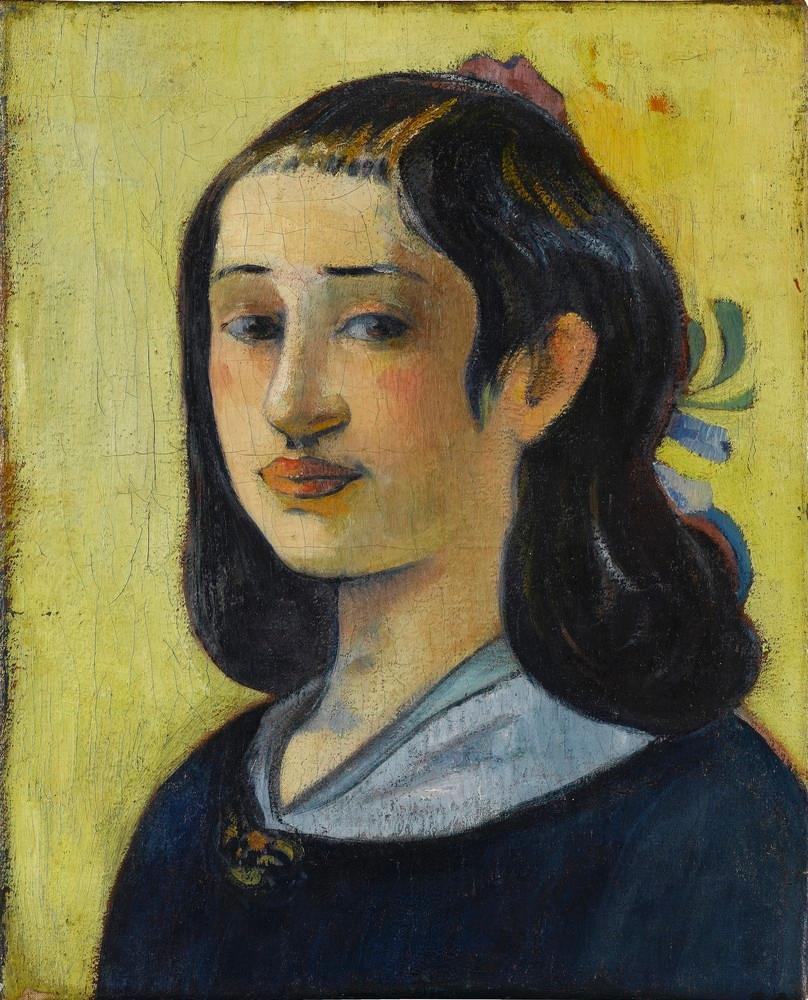
高更母親像，1889，斯圖加特國立美術館藏

高更在1848年出生於巴黎，出生時父親34歲，母親22歲。他的父親克洛維·高更（Clovis Gauguin）是一名激進的共和制思想政治新聞記者。1849年「反君主制」軍事政變失敗之後離開法國，打算去秘魯投靠妻子阿琳·瑪麗·沙扎爾（Aline Marie Chazal）的家族，創辦新報紙，但在海上旅行途中心臟病發去世。高更的外祖父安德烈·沙扎爾（Andre Chazal）是一名雕刻師，外祖母弗洛拉·特里斯坦是一名社會主義激進派作家。他的外祖父後來因襲擊外祖母而以謀殺未遂罪被判處監禁。高更一直在秘魯生活到七歲，幼年時期異國風情的記憶，跟他後來流浪旅行的習慣有很大的關係。高更深深敬愛母親和外祖母，他的母親沒有屈服於困難，憑自己的雙手扶養起一雙兒女，而作為社會主義先驅的外祖母也對他產生了較深刻的影響。
1855年，高更一家回到法國，居住於奧爾良。他曾多次轉學，11歲進入拉沙佩勒圣梅曼的一所天主教寄宿學校。3年後進入巴黎的一所海軍預備役學校“Loriol Institute”讀書。1865年他當上了船員，幾年之後便升為二副，之後又進入海軍，這段海上生涯，讓他航海到巴西、巴拿馬、大洋洲、東地中海和北極圈。1871年高更離開海軍，而他母親在他出海時（1867年）就已過世（高更當年並未得知此消息），在他的監護人古斯塔夫·阿罗萨幫助下，高更進入巴黎的Paul Bertin證券交易所。1873年高更同丹麥人Mette Sophia Gad結婚，踏出了中產階級生活的第一步，不久之後有了第一個孩子，往後的幾年，高更慢慢的鞏固了職務上的地位，十年後，他不僅擁有一份很好的工作，在郊外有一棟房屋，並且擁有賢慧的妻子和五個孩子。在這段期間，他在阿罗萨和證券交易所同事埃米尔·舒弗内克的勸誘下，開始作畫，阿罗萨本身是相當有品味的藝術收藏家，收藏了許多當時法國著名畫家的作品，舒弗内克則是業餘畫家，在二人的影響下，高更逐漸向畫家的道路邁進。
高更在阿罗萨的引薦下，認識了許多當時極其前衛的印象派畫家，高更積極的接受了他們的觀點，並且接受了印象派創始人畢沙羅的指教。1876年，他的作品在沙龍中展出，之後連續五次參加印象派的畫展，高更開始夢想當一位職業畫家，而讓他決定改行還有外部的因素，1882年股票市場狂跌，使高更感受到作為股票經紀人職務的危險，更下定決心成為畫家。
但運氣不佳的是，由於美術市場也受到經濟景氣的衝擊，使得畫很難賣出去，也影響到高更的藝術創作。1884年，高更全家搬到里昂，雖然家庭生活支出減少了，但是收入仍然是個問題，隨後，高更一家又移居到丹麥的哥本哈根，高更也在此時當上防水帆布的推銷員。由於經濟的困窘和其他的衝突，高更在1885年搬回巴黎，1885年6月高更和妻子分居，並試圖從他所愛的自然生活中建立起自己獨特的畫風。
1886年，高更暫時寄居在舒弗内克家，又為了生計當起海報張貼員。此時他開始離開印象派，摸索自己的創作風格。促使高更畫風轉變的最大原因，是法國西北部布列塔尼地區特別的風土人情，絲毫未被庸俗化，頗受畫家們的喜愛。從1885年夏天開始，高更便渴望逃到「不列塔尼的鄉下去作畫，過生活費較低的生活。」1886年，高更第一次來到布列塔尼，同年7月搬進蓬塔旺的格洛阿内克旅馆（Pension Gloanec）。由於此地有悠久的文化傳統，獨自的語言、民族服裝和宗教祭祀（布列塔尼人是凱爾特人的後裔），這些均喚醒了童年時期，深深刻在高更心中對異國風情和原始性藝術的憧憬。
1887年，高更和畫家夏尔·拉瓦尔來到巴拿馬，由於經濟來源匱乏，使二人不得不去巴拿馬運河工地當苦力，不久便離開巴拿馬，順路到了馬丁尼克島，在這裡的生活比巴拿馬要好，但高更染上了赤痢和瘧疾，不得已回到法國。旅行以失敗結束，但高更對自己的藝術進展相當樂觀，逐漸地，高更比布列塔尼的其他畫家顯得更略勝一籌。
1888年10月，高更收到了梵谷的邀請，請他到法國南部亞爾的家裡過冬。表面上看來這是一個很好的計劃，但不久之後，兩個男人之間的緊張關係便日益加深。12月23日，梵谷切掉了自己的一個耳朵，高更則回到了巴黎。
1890年，高更決定去法國殖民地大溪地旅行。他打算在大溪地「融入純粹的自然之中，只與『野蠻』的人們交往，並要同他們一起生活」。1891年6月，他到達大溪地，但那裡的第一印象卻使他的期待落空，首都帕皮提已經極度的西歐化，這個國家在殖民統治下掙扎在困苦中，由於歐洲人帶來的疾病影響，一百年前擁有七萬人的土著居民，已減少到只剩下七千人，而且當地許多風俗和習慣也衰落。儘管如此，高更並沒有畏懼，他在瑪泰亞的農村租了一個小房子開始作畫。當地生活成為他靈感的泉源，繁茂的植物和豐富、鮮豔色彩的居民服飾，原原本本地成長为他所使用的色彩。他的多數傑作都在這一時期完成，其中也包含幾幅描繪他的情人─13歲少女特哈瑪娜（Teha'amana）的作品。
這些繪畫中的景象看似表現了牧歌般的美好，但對高更來說，老問題卻日益突出，他的錢已經用光，他甚至不得不用腐爛的麵包和樹果實做成的粉漿來作畫。他的身體也出現了問題，由於不检点的性生活，使他染上了梅毒，這種病在當時還是不治之症，在以後的一生中都為此而煩惱。此外，根據高更傳記的作家David Sweetman所述，高更也可能是在里約熱內盧時感染梅毒，當時高更41歲(1891年)，他變得愛睡覺沒有精神，且開始咳血，一天咳出一公升，而且痛得好像心臟要跳出來。
1892年，他被送進帕皮提的軍醫院，治療梅毒性心臟病，但是高更從來不承認梅毒。雖然他並不情願，但高更在1893年終於不得不提出了返回法國的申請。但是，這只不過是他暫時的後退。回到巴黎的高更因為得到了伯父贈予的遺產，經濟狀況有了一定程度的好轉，但這筆錢卻使他永遠離開了法國。
1897年，高更畫出生平最大幅的（高1.5米，寬3.6米）的經典作品《我们从何处来？我们是谁？我们向何处去？》。

### 去世
返回到大溪地的高更再次受到貧困和疾病的困擾，但其創造力絲毫沒有衰減。1901年，高更到了馬克薩斯群島，在那裡度過餘生，他的兩隻小腿都是流著膿的瘡，以骯髒的繃帶包住，他拄著拐杖蹣跚地晃蕩。他全身到處疼痛，為了止痛而服用嗎啡上癮，還服用鴉片酊和苦艾酒。他的情緒，逐漸變成躁狂，腿上有傷痛所以使用砷，曾經到山上服用砷自殺，但是毒性不夠只使他嘔吐而已。他自訴體力流失，晚上都無法入眠，因此筋疲力盡。眼睛受到感染，可能是結膜炎。1903年5月8日，高更由於心臟病發作而去世，他的墓地位於馬克薩斯群島上的希瓦瓦島，至今每年都有許多遊客前往弔祭。

## 月亮與六便士
由毛姆所撰寫的小說月亮與六便士，故事講述自述者對主角查尔斯·思特里克兰德的一生，而這本書是毛姆參考保羅‧高更的一生作為主角的故事。

## 畫廊

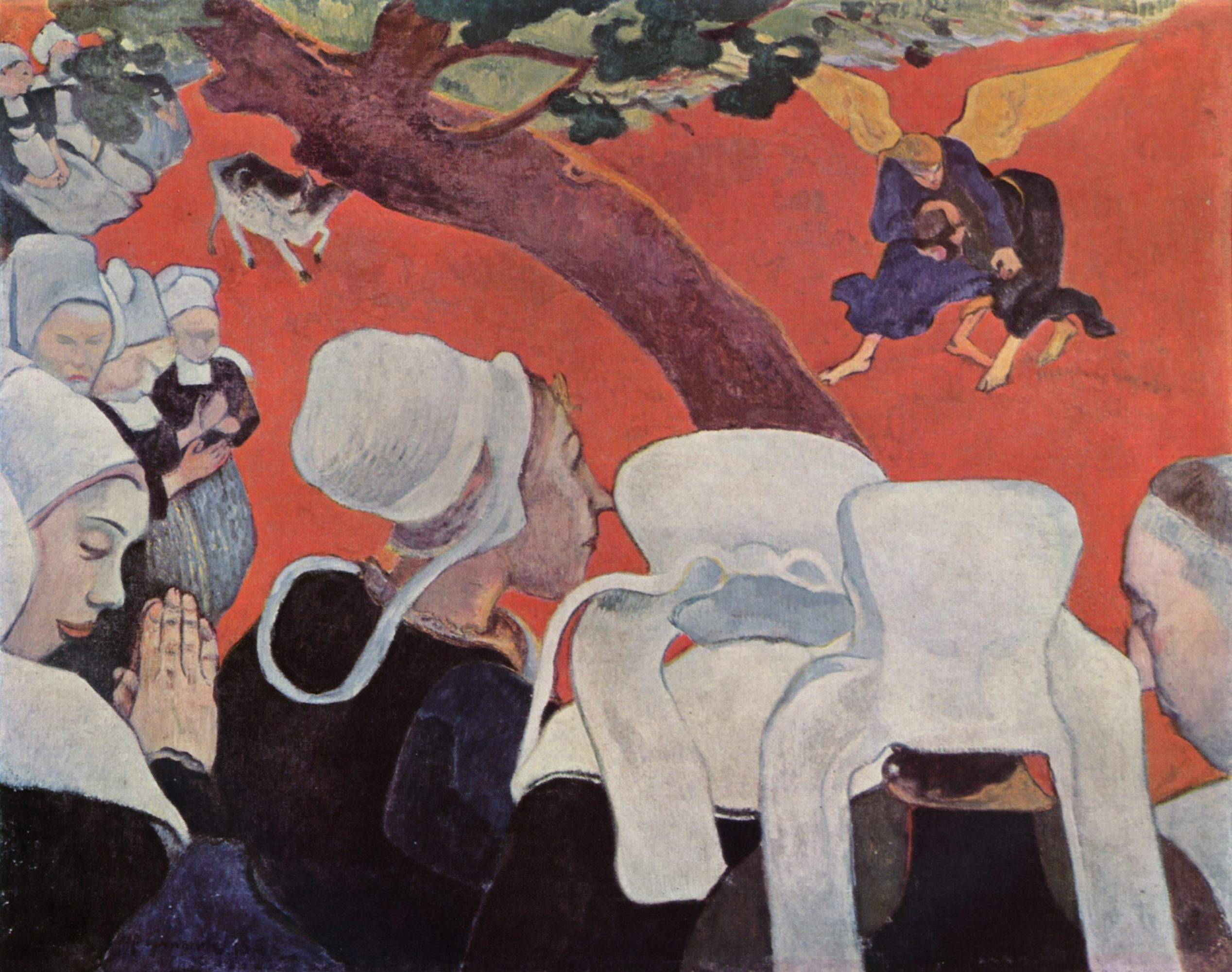
《佈道後的幻覺 （页面存档备份，存于）》（Vision after the Sermon），1888年，收藏於蘇格蘭愛丁堡蘇格蘭國家美術館
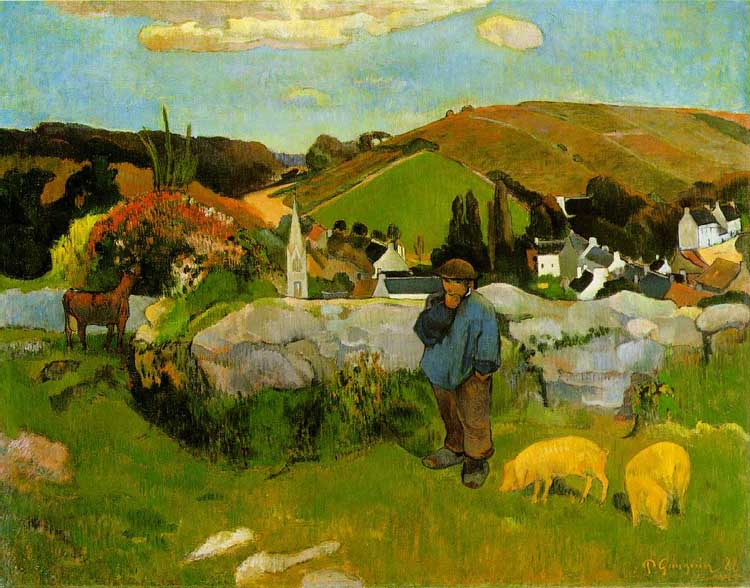
《不列塔尼牧人》（The Swineherd, Brittany），1888年，收藏於美國加州洛杉磯郡立美術館
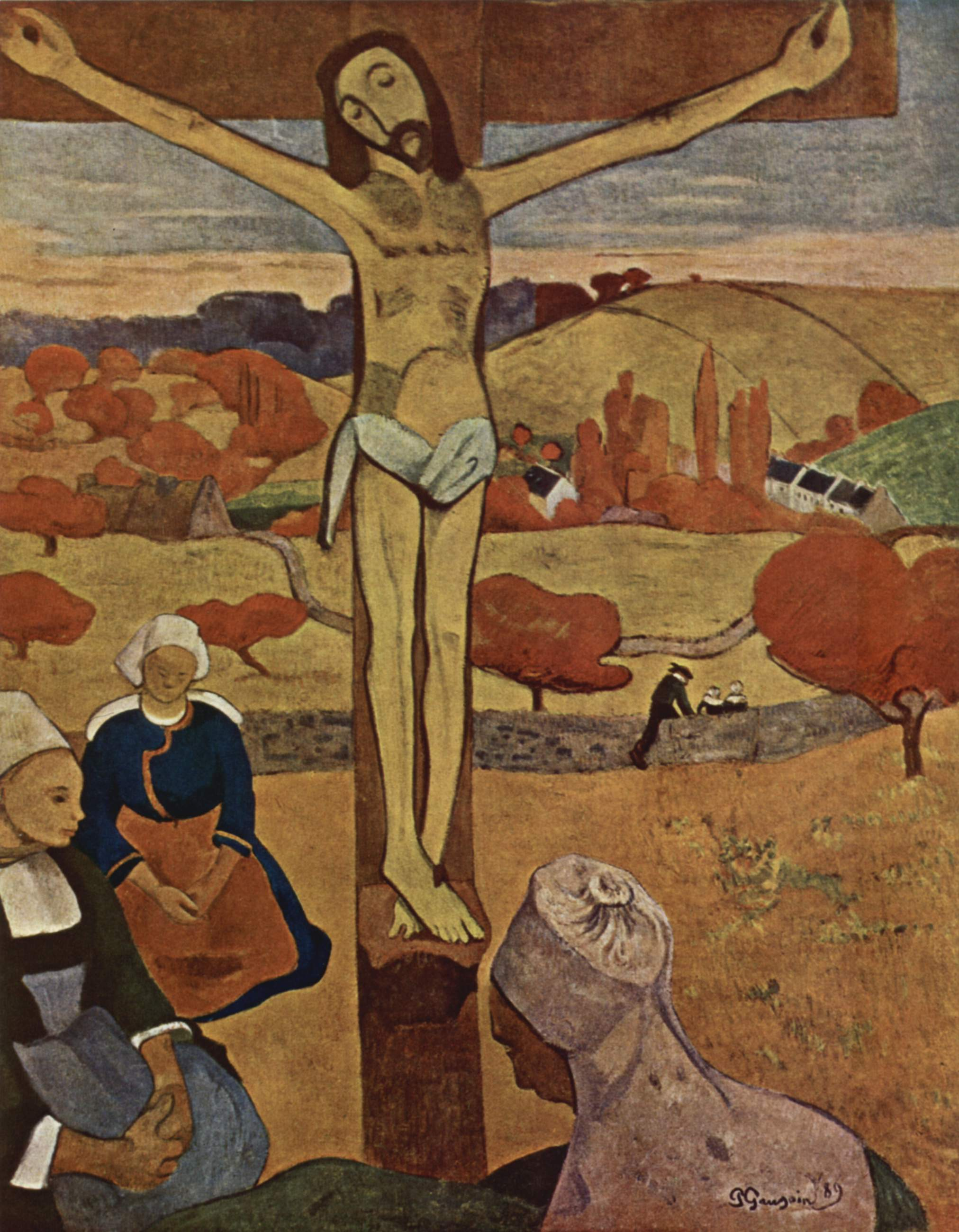
《黃色的基督》（The Yellow Christ），1889年，收藏於美國紐約州布法罗奥尔布赖特-诺克斯美术馆
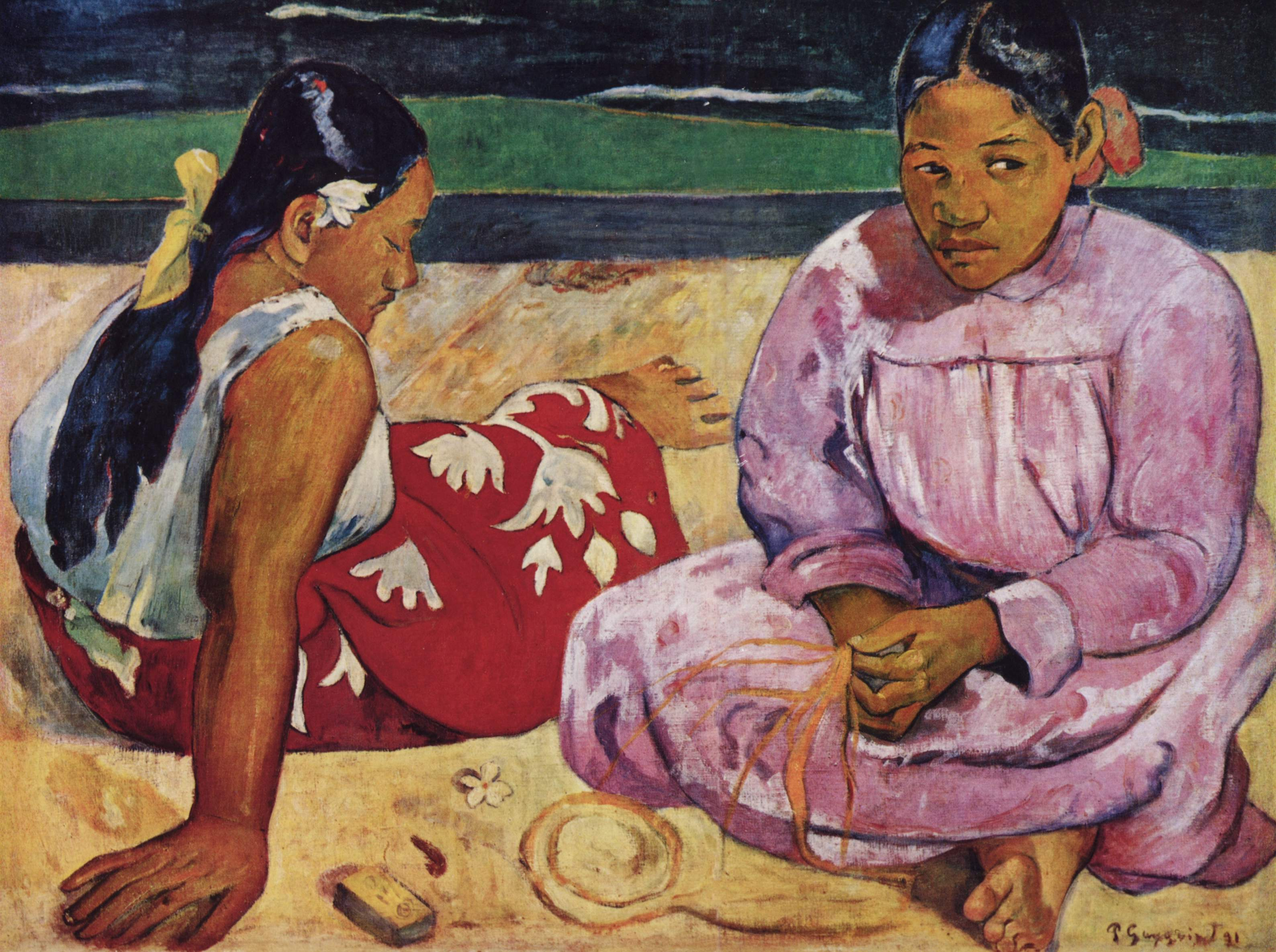
《沙灘上的大溪地女人》（Tahitian Women , or On the Beach），1891年，收藏於奧塞美術館
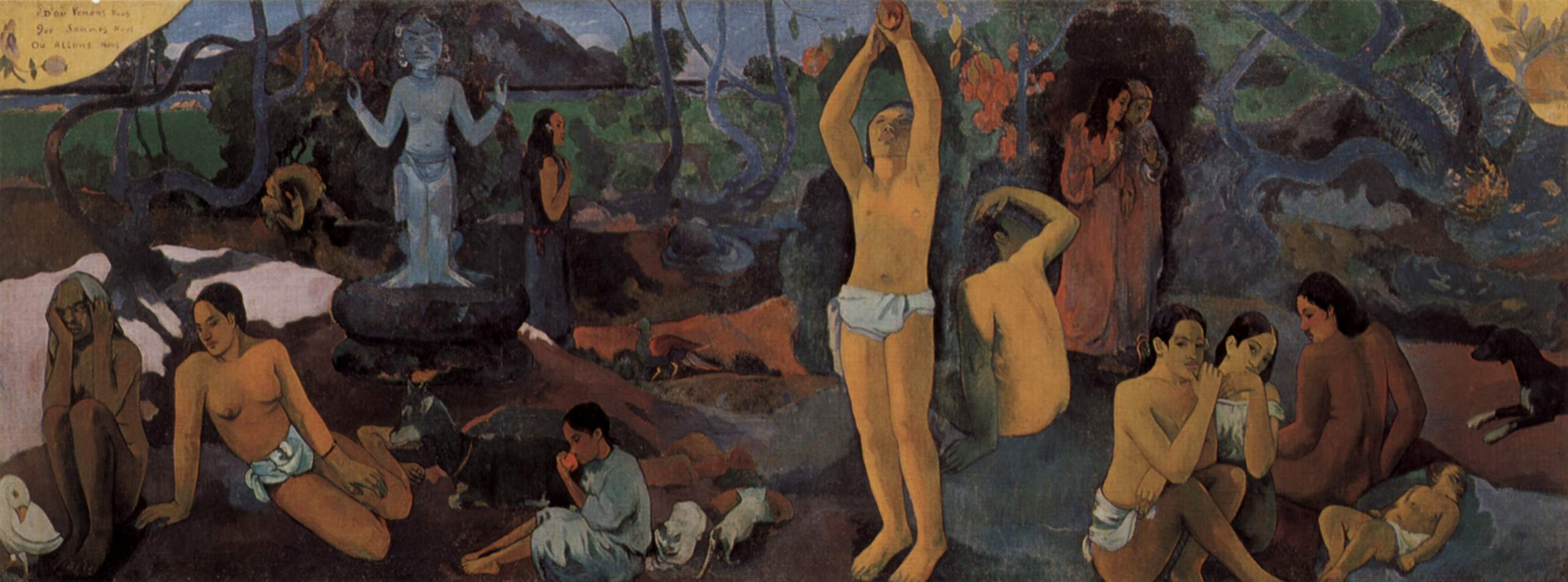
《我們從哪裡來？我們是誰？我們往哪裡去？》（Where Do We Come From? What Are We? Where Are We Going?），1897年，收藏於美國麻州波士頓美術館